# (11888) 1990 UD3
(11888) 1990 UD3 là một tiểu hành tinh vành đai chính. Nó được phát hiện bởi Atsushi Sugie ở Dynic Astronomical Observatory Nhật Bản, ngày 19 tháng 10 năm 1990.